# Argos (mestre d'aixa)
D'acord amb la mitologia grega, Argos (grec antic: Ἄργος) és l'heroi epònim del vaixell Argo. Es deia que havia construït la nau amb ajuda d'Atena, i que els acompanyà en la seua aventura a la recerca del velló d'or.
En realitat, moltes de tradicions consideren que el constructor del vaixell fou Argos, el fill de Frixos. Com que en la tradició d'Apol·loni de Rodes aquest Argos s'incorpora a mitjana expedició, no podia ser el constructor del vaixell, i així degué néixer aquest altre personatge, que era considerat fill d'Arèstor (com, d'altra banda, es deia d'Argos Panoptes), de Pòlib i Argea o d'Hèstor.